# Flashlight
Pour l’article homonyme, voir Flash Light.
Cet article possède un paronyme, voir Fleshlight.
Chansons représentant la Pologne au Concours Eurovision de la chanson
Color of Your Life
(2016) Light Me Up
(2018)
Flashlight (en français « Lampe torche ») est la chanson de Kasia Moś qui représentera la Pologne au Concours Eurovision de la chanson 2017 à Kiev, en Ukraine.